# 橋本鋼太郎
橋本 鋼太郎（はしもと こうたろう、1940年（昭和15年）9月11日 - ）は、日本の建設官僚。元建設事務次官。土木学会認定特別上級土木技術者（調査・計画）。

## 略歴
- 東京都立西高等学校卒業
- 1964年（昭和39年）3月：東京大学工学部土木工学科卒業
- 1964年（昭和39年）4月：建設省入省
- 1974年（昭和49年）8月：四国地方建設局道路部道路計画課長
- 1976年（昭和51年）10月：建設省道路局地方道課長補佐
- 1979年（昭和54年）7月：建設省道路局企画課長補佐
- 1981年（昭和56年）9月：関東地方建設局北首都国道工事事務所長
- 1983年（昭和58年）7月：建設省道路局国道第二課建設専門官
- 1985年（昭和60年）11月：建設省道路局企画課道路事業調整官
- 1987年（昭和62年）10月：建設省道路局企画課道路経済調査室長
- 1989年（平成元年）9月：建設省道路局高速国道課長
- 1991年（平成3年）2月：建設省道路局企画課長
- 1993年（平成5年）6月：近畿地方建設局長
- 1995年（平成7年）6月：建設省道路局長
- 1996年（平成8年）7月：建設技監
- 1998年（平成10年）6月：建設事務次官
- 1999年（平成11年）7月：建設省顧問
- 2001年（平成13年）1月：国土交通省顧問
- 2001年（平成13年）1月：首都高速道路公団副理事長
- 2002年（平成14年）8月：首都高速道路公団理事長
- 2005年（平成17年）10月：首都高速道路株式会社代表取締役社長
- 2008年（平成20年）6月：同上　退任
- 2012年（平成24年）4月：瑞宝重光章

## その他役職
- 財団法人道路経済研究所理事
- 財団法人国土技術研究センター評議員
- 財団法人日本不動産研究所評議員
- 財団法人国際交通安全学会理